# Leucospis slossonae
Leucospis slossonae is een vliesvleugelig insect uit de familie Leucospidae. De wetenschappelijke naam is voor het eerst geldig gepubliceerd in 1922 door Weld.